# Epigonus angustifrons
Epigonus angustifrons är en fiskart som beskrevs av Ivan N. Abramov och Manilo, 1987. Epigonus angustifrons ingår i släktet Epigonus och familjen Epigonidae. Inga underarter finns listade i Catalogue of Life.